# 1255 w polityce
Wydarzenia polityczne w 1255 roku.

## Wydarzenia
- Upadła ostatnia twierdza katarów we Francji - Quéribus[1].
- Mściwoj II zajął Nakło[2].

## Zmarli
- Arnald Cataneo, opat, święty Kościoła katolickiego[3].